# حريق مسجد كاليفورنيا
في 24 مارس 2019 اندلع حريق في مسجد بكاليفورنيا في مسجد المركز الإسلامي في مقاطعة إسكونديدو شمالي سان دييغو. عثرت الشرطة عند مدخل المسجد على رسومات غرافيتي معادية للمسلمين تشير إلى حادثة إطلاق النار الجماعي في 15 مارس داخل مسجدي النور ومركز لينود الإسلامي في مدينة كرايستشرش في نيوزلندا، التي نتج عنهُما العديد من الإصابات والوفيات، وهذا ما قاد الشرطة إلى اعتبار الحريق بمثابة هجوم إرهابي. في البداية لم يتم تحديد أي مشتبه فيه، ولكن بعد حادث إطلاق نار قرب كنيس باواي بكاليفورنيا في الشهر التالي في 27 أبريل 2019، نشر مرتكب الجريمة، جون تي إيرنست، رسالة مفتوحة عبر الاينترنت واعلن فيها عن مسؤوليته عن إحراق المسجد أيضًا. لم يصب أحد في الحريق، وتم إخماده قبل حدوث أضرار جسيمة.

## الخلفية
تعد هذه حادثة الحريق واحدة من سلسلة الحوادث التخريبية والحرائق التي وقعت ضد أماكن العبادة بعد حدوث الهجمات على مسجدين في كرايستشيرش، وفقا لصحيفة نيويورك تايمز. وعلى سبيل المثال، في 19 مارس 2019 تم القبض على رجل في فينيكس بعد أن أظهر تهديدات في مسجد. كما تلقى مسجدا في مقاطعة هاوارد بولاية ماريلند تهديدًا مجهولًا عبر الإنترنت، فارسلت الشرطة حماية إضافية لأداء صلاة الجمعة وقيام بعض الأعمال في المسجد. كما تمت عدة عمليات تخريبية خلال هذا الاسبوع في بعض مساجد في جميع أنحاء العالم. فهوجم خمسة مساجد في برمنغهام، وهي من أكبر مدن بريطانيا التي تضم جالية إسلامية كبيرة.

## الحادث
في 24 مارس 2019 في الساعة 3:15 صباحًا تم إحراق مسجدا في مركز اسلامي يقع في إسكونديدو في كاليفورنيا، على بعد حوالي 30 ميلًا شمال وسط مدينة سان دييغو. وقد تم إيقاف الحريق قبل وقوع أضرار كبيرة في مبنى المسجد ووقوع إصابات. وقد كان سبعة أشخاص داخل المركز الإسلامي، وكان أحدهم مستيقظًا عندما اندلع الحريق. فعندما اشتموا رائحة دخان رصدوا الحريق ثم أخمدوه باستخدام طفاية حريق قبل وصول سيارات الإطفاء.
وقد سجلت الدوائر التلفزيونية المغلقة في المسجد شخصًا كسر قفل باب مواقف السيارات في المسجد ودخل هناك، ثم استخدم سائلًا قابل للاشتعال لإشعال النار في المسجد. أخبر كريس ليك، ملازم شرطة إسكونديدو وسائل الإعلام أنه لم يتم تحديد أي شخص مشتبه به بعد. وقالت الشرطة إنها عثرت على كتابات على الجدران تركها منفّذ الاعتداء في ساحة وقوف السيارات وهي تشير إلى حادثة مسجد كرايستشيرش في نيوزيلندا. تجمع المصلون المسلمون في مبنى المسجد في 15 مارس، بعد ساعات قليلة من حادثة نيوزيلندا.
وباشر محققو الحرائق والشرطة التابعة لمحافظة سان دييغو / وحدة الحرائق ومكتب التحقيقات الفيدرالي، ومكتب الكحول والتبغ والأسلحة النارية والمتفجرات، التحقيق لكشف ملابسات الحادث على أنه جريمة كراهية محتملة وحرق متعمد. وقد تم إلغاء صلاة الصبح في المسجد بسبب التحقيقات. لم يكشف ضباط الشرطة عن محتوى الكتابات العنصرية المرسومة على الجدران.

## المنفذ
بعد شهر من الحادث، في 27 أبريل 2019 قام شخص بإطلاق النار داخل كنيس في باواي بكاليفورنيا. ثم نشر مرتكب الجريمة الذي عرف عن نفسه باسم إيرنست رسالة مفتوحة عنصرية على chan8 واستشهد بهجومي كرايستشيرش وحادث إطلاق النار في كنيس بيتسبرغ، وكل من برنتون هاريسون تارنت، روبرت باورز وزعيم الحزب النازي أدولف هتلر واعتبرهم إلهاما له في الهجوم. وقد أعلن كاتب الرسالة أيضا عن مسؤوليته عن حريق مسجد كاليفورنيا.